# Capnia vidua
Capnia vidua is een steenvlieg uit de familie Capniidae. De wetenschappelijke naam van de soort is voor het eerst geldig gepubliceerd in 1904 door Klapálek.